# Ter (rivière)
Pour les articles homonymes, voir Ter.
Le Ter est un petit fleuve côtier de la région lorientaise (Morbihan, Bretagne), qui se jetait dans la rade de Lorient jusqu'en 1967 avant la construction des digues.

## Géographie
De 10,3 km de longueur, le Ter alimente aujourd'hui l'étang Saint-Mathurin à Ploemeur puis l'eau se déverse dans l'étang de Kermélo avant d'arriver dans la rade de Lorient.

## Histoire
Un premier pont est construit en 1838, au lieu-dit Kermelo, pour permettre le passage entre Larmor-Plage et Lorient.
Ce pont en fil de fer est finalement remplacé par un pont-digue en 1967, créant en amont l'étang de Kermelo,.
La construction d'une seconde digue entre Lorient et Ploemeur, au lieu-dit Le Moulin Neuf, est à l'origine de la constitution de l'étang de Saint-Mathurin.

## Sources et bibliographie
- Yves Banallec et Marcelle Le Coupanec, « Le Ter et ses habitants : 1re partie », Les cahiers du pays de Plœmeur, no 11,‎ novembre 2001, p. 23-37 (ISSN 1157-2574)
- Yves Banallec et Marcelle Le Coupanec, « Le Ter et ses habitants : 2e partie », Les cahiers du pays de Plœmeur, no 12,‎ décembre 2002, p. 17-28 (ISSN 1157-2574)
- Georges Quernin, « La liaison Larmor-Lorient », Les cahiers du pays de Plœmeur, no 15,‎ décembre 2005, p. 14-17 (ISSN 1157-2574)
- Ifremer, « Rivière du Ter 1939 », sur Géoportail (consulté le 12 novembre 2012)